# 飯島興業 (バス事業者)
飯島興業株式会社（いいじまこうぎょう）は、埼玉県吉川市に本社を置くバス事業者である。

## 概要
1974年に特定バス専業事業者として会社設立。特定バスからバス事業に参入した事業者として特筆される。
以来長らく特定バス・貸切バス専業であったが、2000年代のバス事業の規制緩和に伴い乗合バス事業にも参入。2000年代は本社所在地の吉川市をはじめ、周辺の三郷市や越谷市などで公共交通空白地帯のバス交通を担った。2009年4月をもって乗合バス事業をグローバル交通へ移管した。

## 沿革
- 1970年（昭和45年） - 母体企業となる株式会社飯島自動車を設立。
- 1974年（昭和49年） - 特定バス会社として飯島興業株式会社を設立。
- 2005年（平成17年）10月 - 特定バスのうち「南越谷駅 - 流通団地」をグローバル交通へ移管。
- 2009年（平成21年）4月 - 乗合バス事業をグローバル交通へ移管。

## 路線バス

### 過去の路線
2009年4月をもってグローバル交通に全線が移管された。
- 三郷線（系統番号：三01）
- 流通団地循環線
- 吉川線
- 小松川循環線

## 特定バス
- 武蔵野操車場職員輸送

1974年の会社設立時から1985年まで運行していた特定バス。現在の新三郷駅の位置にあった旧国鉄武蔵野操車場へ職員を輸送していた。当時は10台のバスで24時間ピストン輸送を行うというダイヤが組まれていた。
- 南越谷駅 - 流通団地

JR武蔵野線南越谷駅を起点とし、越谷市流通団地の周辺を循環するルートで運行されていた特定バス。協同組合越谷卸センターから委託され、組合員の通勤バスとして運行していた。
飯島興業では2005年9月まで担当していた。翌10月から2018年3月までグローバル交通が受託運行し、2018年4月からは大和観光自動車が受託運行している。
- 七里駅 - 県南卸売団地

東武野田線（東武アーバンパークライン）七里駅から埼玉県南卸売団地協同組合へ組合員を輸送する特定バス。グローバル交通に引き継がれた。
七里駅のバス乗り場は、現在の「七里駅入口」バス停（国際興業バス）とほぼ同じ位置にあった。
- 朝日プラザガーデンシティ送迎バス

越谷市内のマンション住民専用送迎バス。グローバル交通に引き継がれた。